# Ulduz (Metro Baku)

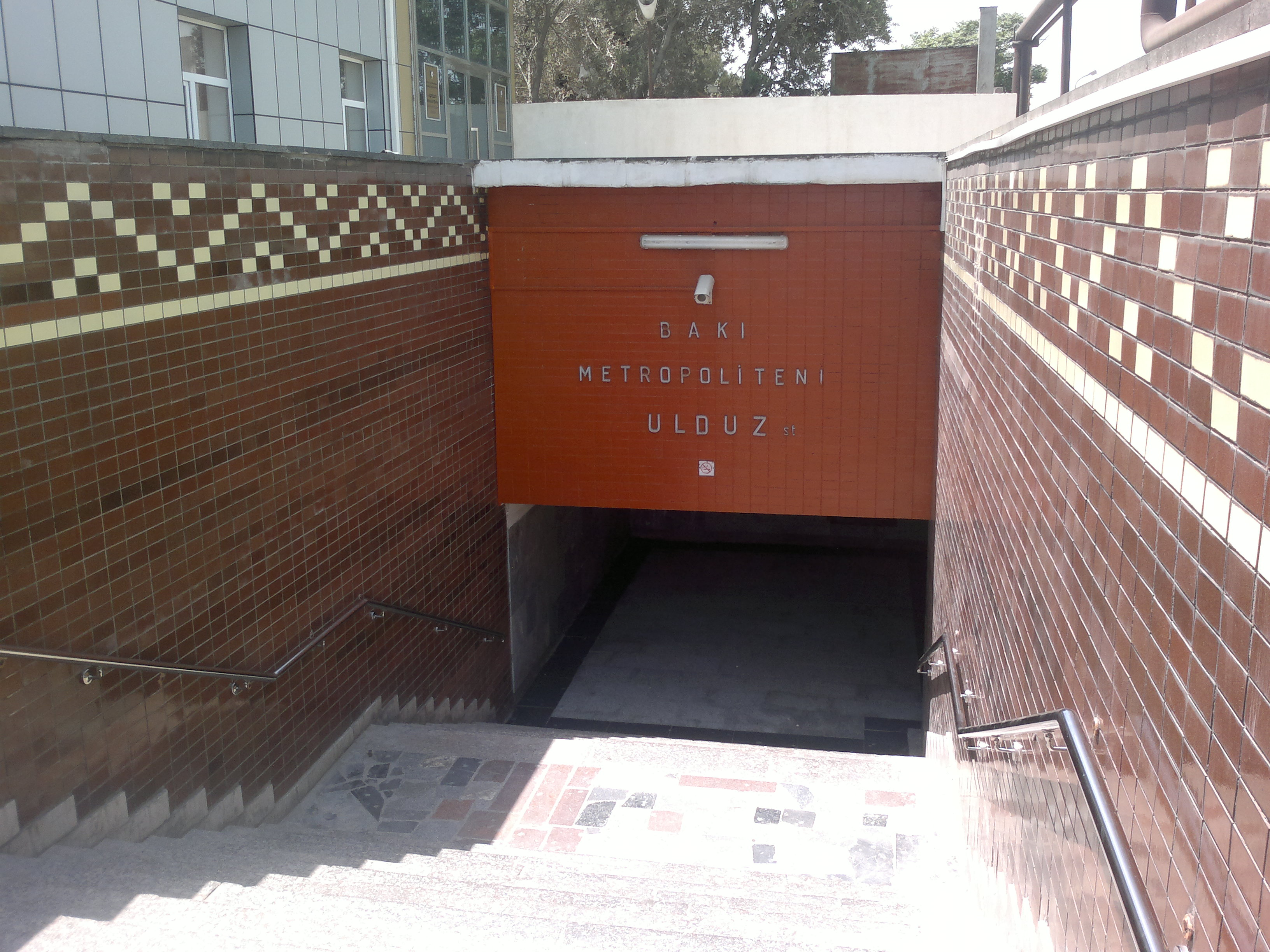

Ulduz ist ein Knotenpunkt der Linien 1 und 2 der Metro Baku. Der Metrounfall von Baku, der folgenreichste Bahnunfall aller Zeiten, fand nahe der Station statt.
Die Station wurde am 5. Mai 1970 im Zuge der Verlängerung der Linie 1 eröffnet. Seit der Eröffnung der Linie 2 im Jahr 1976 ist die Station ein Knotenpunkt.
In der Nähe befindet sich eine Bushaltestelle der Linien 101 und 150 der Stadt Baku.